# 普吕姆莱克
普吕姆莱克（法語：Plumelec，法語發音：[plymlɛk]）是法国莫尔比昂省的一个市镇，位于该省中部偏东，属于蓬蒂维区。

## 地理
普吕姆莱克（47°50'16"N, 2°38'27"W）面积58.36 平方千米，位于法国布列塔尼大區莫尔比昂省，该省份为法国西北部沿海省份，位于布列塔尼半岛南部，北起阿摩尔滨海省、西接菲尼斯泰尔省，南濒大西洋，东南接大西洋卢瓦尔省，东临伊勒-维莱讷省。
与普吕姆莱克接壤的市镇（或旧市镇、城区）包括：克吕盖勒、利济奥、塞朗、特雷迪永、普洛德朗、圣让布雷沃莱、比利奥。

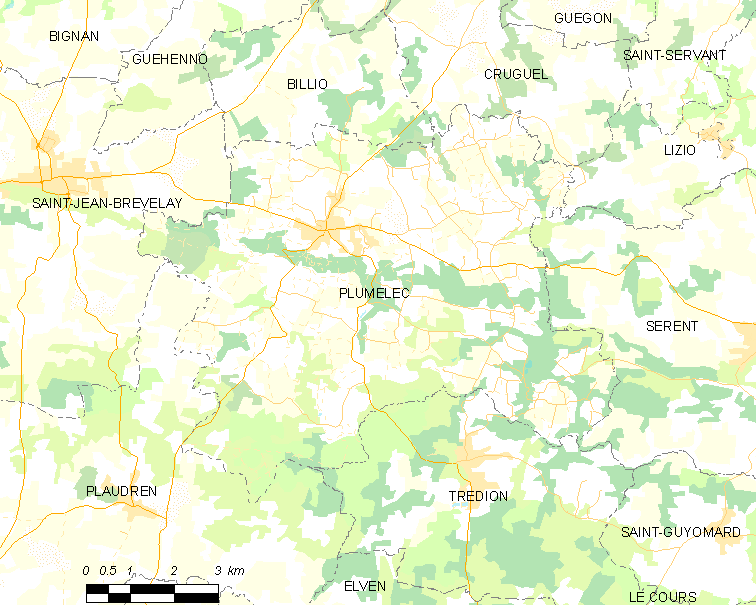
普吕姆莱克的OSM定位图

普吕姆莱克的时区为UTC+01:00、UTC+02:00（夏令时）。

## 行政
普吕姆莱克的邮政编码为56420，INSEE市镇编码为56172。

## 政治
普吕姆莱克所属的省级选区为莫雷阿克县。

## 人口

1962-2008年间普吕姆莱克人口变化图示

普吕姆莱克于2022年1月1日时的人口数量为2730人。